# Штокхаузен-Илфурт
Штокхаузен-Илфурт (њем. Stockhausen-Illfurth) општина је у њемачкој савезној држави Рајна-Палатинат. Једно је од 192 општинска средишта округа Вестервалд. Према процјени из 2010. у општини је живјело 470 становника. Посједује регионалну шифру (AGS) 7143297.

## Географски и демографски подаци
Штокхаузен-Илфурт се налази у савезној држави Рајна-Палатинат у округу Вестервалд. Општина се налази на надморској висини од 496 метара. Површина општине износи 3,2 km². У самом мјесту је, према процјени из 2010. године, живјело 470 становника. Просјечна густина становништва износи 145 становника/km².